# Zamek w Janowcu
Zamek w Janowcu – renesansowy zamek budowany w latach 1508–1526 na wysokiej skarpie wiślanej w Janowcu w powiecie puławskim.

## Historia

### XVI w.
Budowę zamku w 1508 rozpoczął Mikołaj Firlej, późniejszy starosta kazimierski. Kontynuował ją jego syn, wojewoda ruski Piotr Firlej. Był to późnogotycko-renesansowy zamek obronny, ufortyfikowany przez basteje wysunięte przed linię murów. Miał możliwość prowadzenia ostrzału wzdłuż obwarowań.
W latach 1565–1585 miała miejsce przebudowa zamku w stylu późnorenesansowo-manierystycznym, którą kierował architekt włoski Santi Gucci. Dobudowano dwa skrzydła, do których dostęp umożliwiał krużganek. Budynki od południa i północy posiadały attykę.

### XVII w.
Na początku XVII w., po przejęciu zamku przez rodzinę Tarłów w 1593, rozbudowano część mieszkalną i dobudowano cylindryczną wieżę zachodnią i wschodnią.
W 1606 na zamku miało miejsce pojednanie króla Zygmunta III Wazy z marszałkiem wielkim koronnym Mikołajem Zebrzydowskim, przywódcą rokoszu Zebrzydowskiego.
Kolejni właściciele, Lubomirscy ok. 1654 wybudowali kaplicę.
W dniu 7 lutego 1656 zamek został ograbiony i spalony podczas najazdu Szwedów pod dowództwem Karola Gustawa. Następnie odbudowany i rozbudowany w stylu barokowym przez rodzinę Lubomirskich, w których posiadaniu znajdował się do pierwszej połowy XVIII w. Odbudową kierował architekt holenderski Tylman z Gameren.

### XVIII i XIX w.
W 1783 Jerzy Marcin Lubomirski sprzedał zamek. Jego nowym właścicielem został Mikołaj Piaskowski. Jednak ani on, ani kolejni właściciele (m.in. Osławscy) nie byli w stanie utrzymać zamku. Sprzedali całe wyposażenie (nawet marmury zostały zdjęte ze ścian), a zamek został opuszczony i popadł w ruinę służąc jako zasoby surowca budowlanego.

### XX w.
W 1931 zamek został zakupiony przez warszawiaka Leona Kozłowskiego. Wyremontował on tylko dwa pomieszczenia w baszcie, ale – co ważniejsze – powstrzymał wandali. Zamek z przylegającymi do niego gruntami był majątkiem zbyt małym, by objęła go nacjonalizacja w ramach uchwalonej reformy rolnej. W efekcie Kozłowski był jedynym w bloku wschodnim właścicielem zamku. W 1975 obiekt został zakupiony przez Muzeum Nadwiślańskie i od 1993 jest stopniowo remontowany.

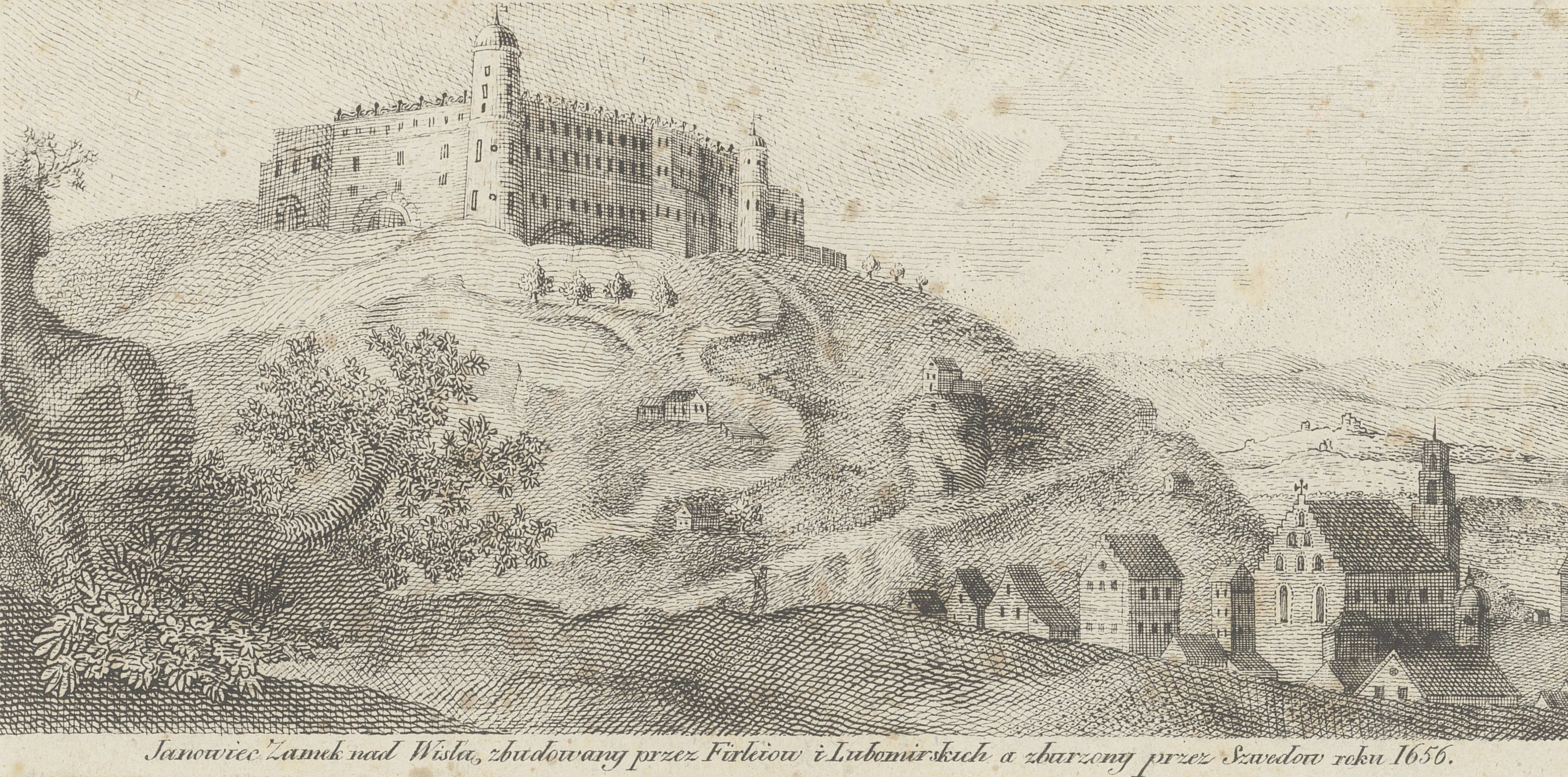
Zamek na litografii Seweryna Oleszczyńskiego (1825)
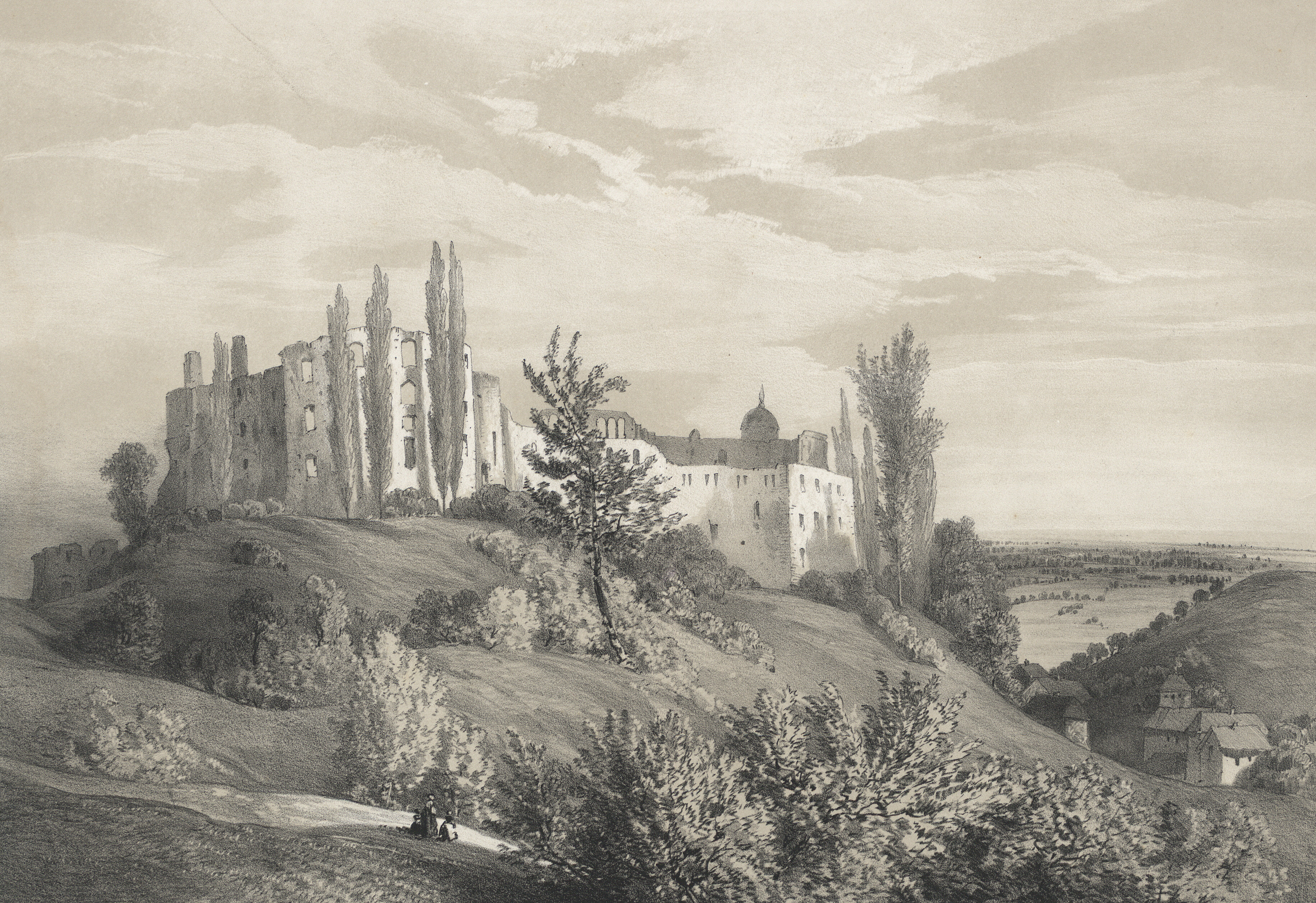
Ruiny zamku, po 1857
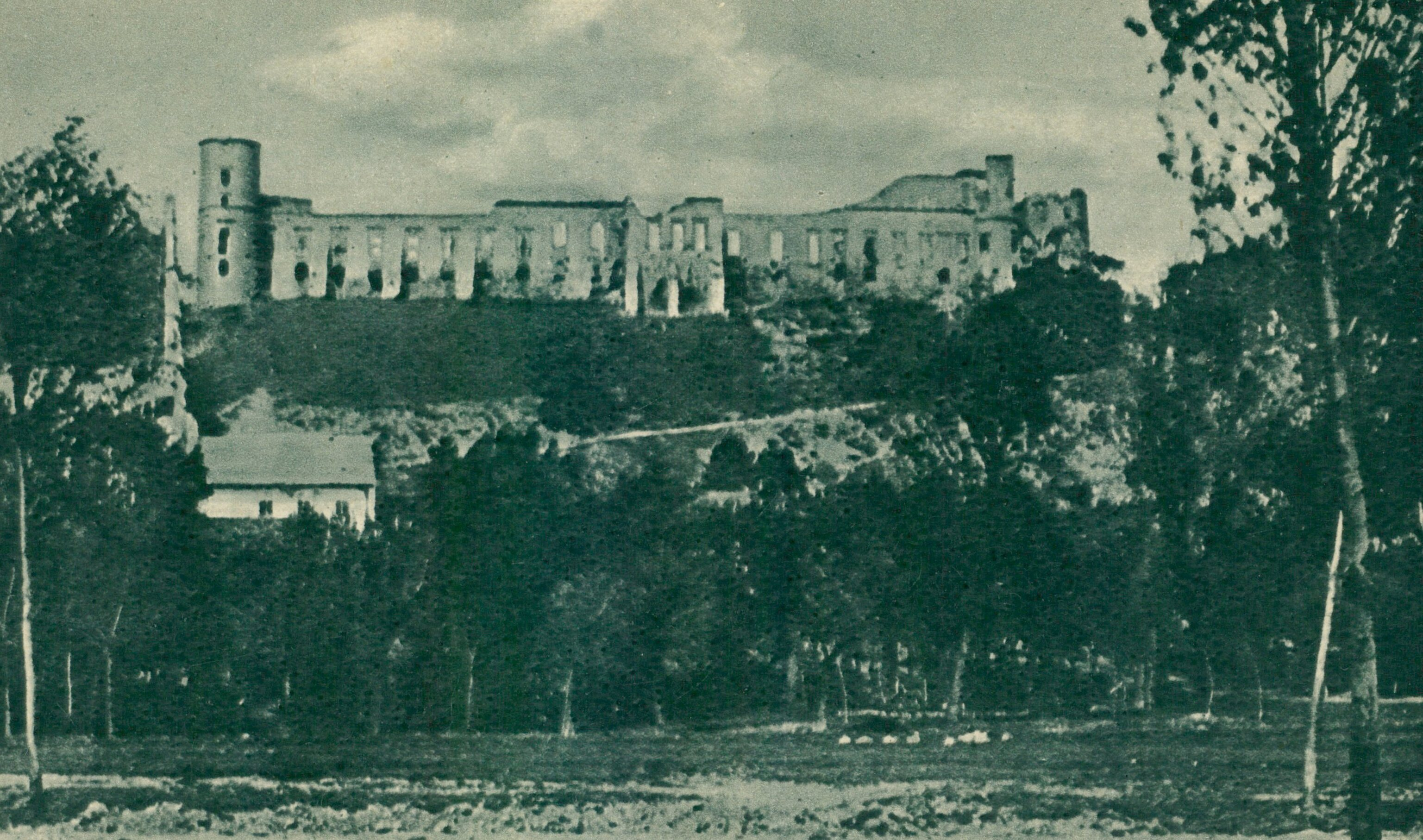
Zamek, po 1906
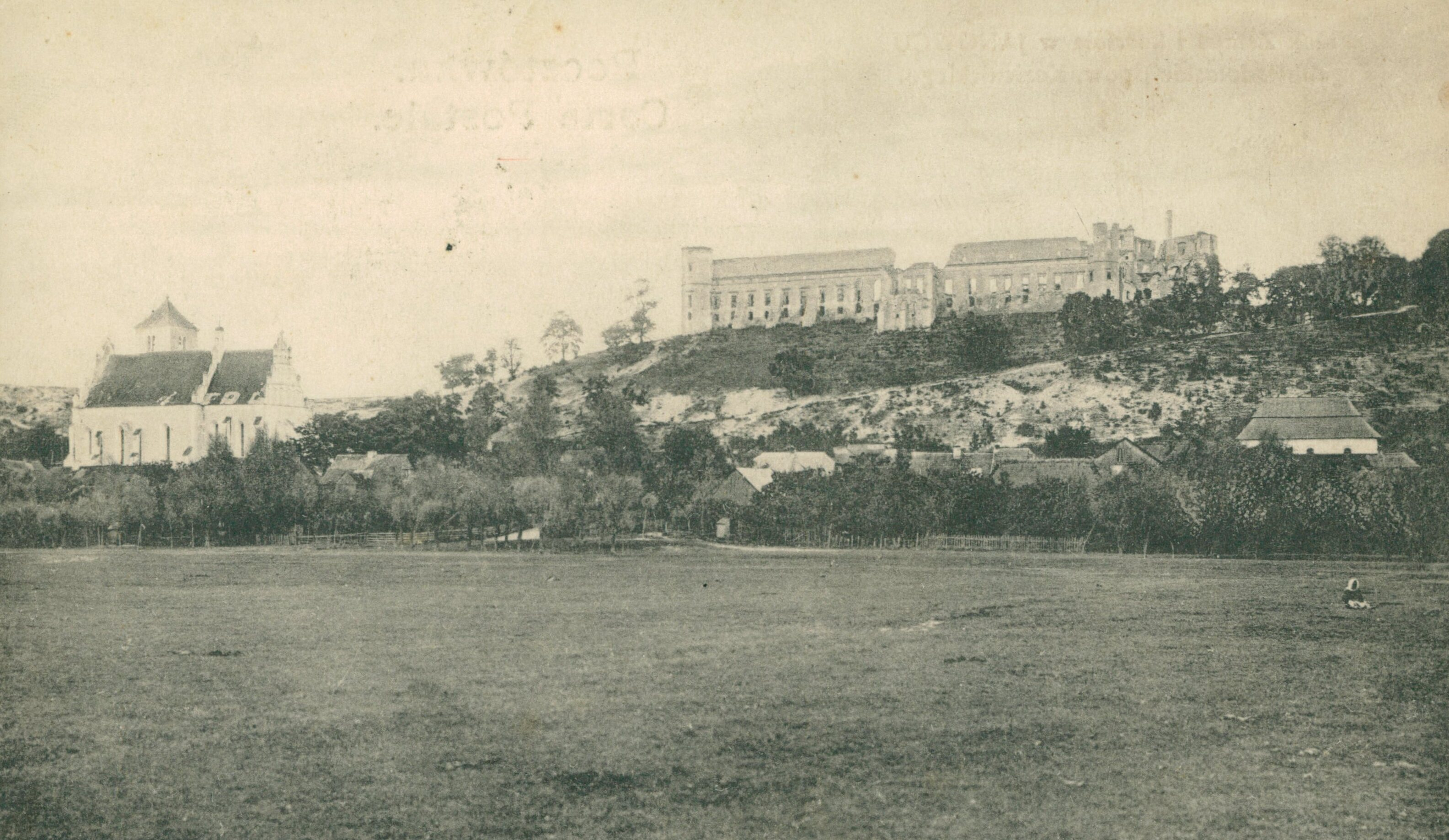
Panorama Janowca z kościołem i zamkiem, 1914
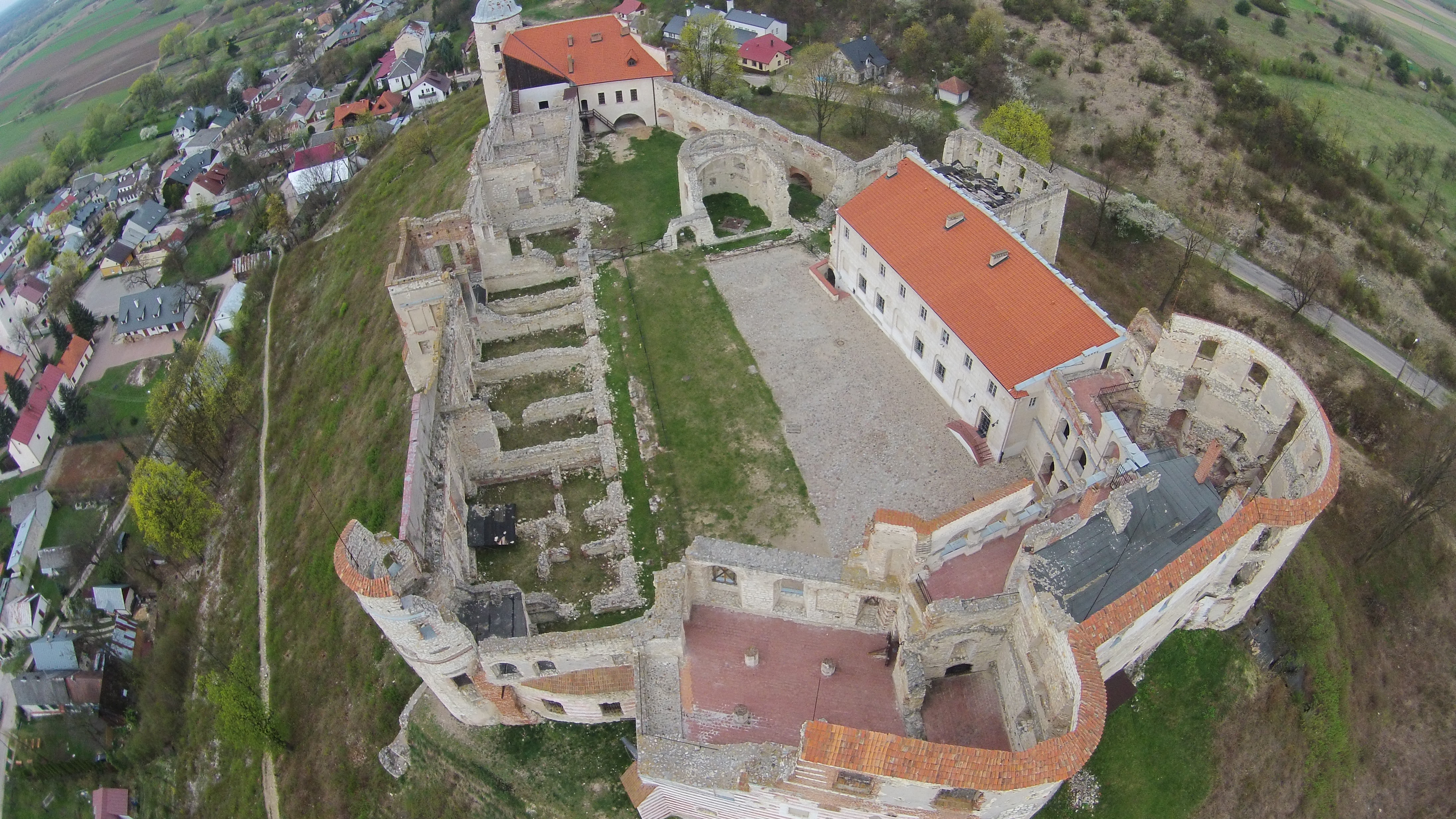
Dziedziniec zamku (2017)
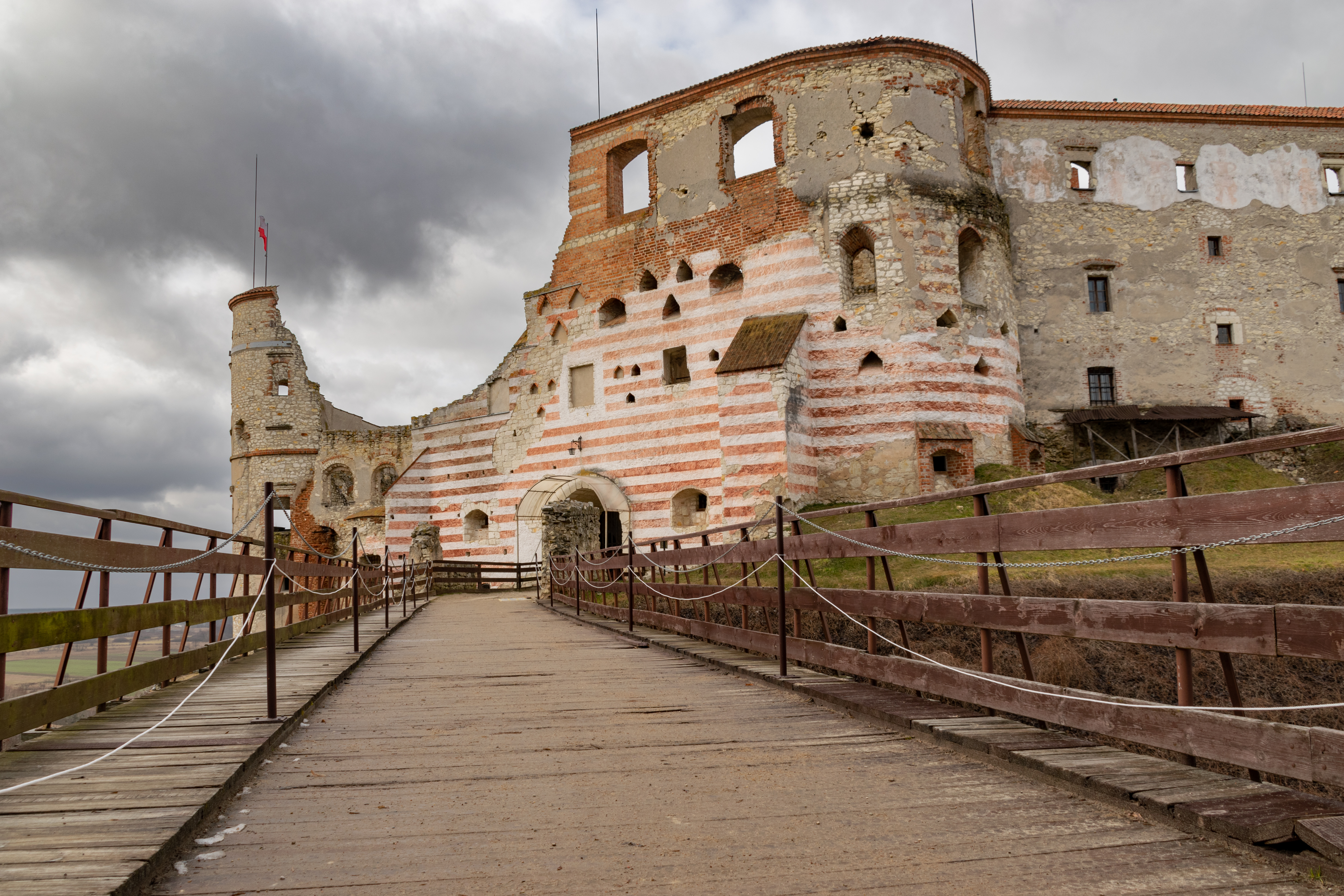
Widok na bramę zamkową, 2022

## Legenda o Czarnej Damie
Legenda o ukazującej się w ruinach nocami podczas pełni księżyca Czarnej Damie dotyczy ducha Heleny Lubomirskiej zakochanej w jednym z poddanych ojca. Nie mogąc poślubić ukochanego, rzuciła się z okna komnaty na zamkowy dziedziniec.